# Лю Чжи (Хань)
Лю Чжи (кит.: 劉志; 132—168) — імператор династії Хань у 146–168 роках, храмове ім'я Хуань-ді.

## Життєпис
Народився у 132 році у родині Лю І, князя Ліу, та наложниці Янь Мін. У 146 році успадкував батьківський титул. Після смерті у 146 році імператора Чун-ді, отруєного впливовим чиновником Лянь Цзі, який за порадою своєї сестри — удової імператриці Лянь зробив чотирнадцятирічного Лю Чжи, який був заручений з його сестрою Лянь Нюін, імператором. При цьому фактично керували державою імператриця Лянь та Лянь Цзі. За наполяганням останнього було страчено впливових чиновників Лі Гу та Ду Цяо, які виступали проти регентші.
У 150 році імператриця Лянь заявила про відхід у відставку і передачу усіх повноважень Хуань-ді. Проте Лянь Цзі зберіг свій вплив. Це тривало до 159 року, коли імператриця Лянь Нюїн померла. Того ж року імператор відсторонив Лянь Цзі від усіх посад, й той наклав на себе руки.
Після падіння Лянь Цзі владу перебрали на себе євнухи. За нового уряду ще більше посилилася корупція. Водночас Хуань-ді мало займався державними справами, великі кошти витрачав на розваги. Все це спровокувало погіршення економічної ситуації, та викликало численні селянські повстання. Намагаючись привернути на свій бік аристократів, Хаунь-ді у 161 році дозволив продажу військових звань.
У 165 році Хуань-ді на деякий час відсторонив євнухів від влади. Проте незабаром повернув вже інших євнухів. Водночас імператорський двір став місцем безкінечних інтриг. Криза у державі поглиблювалася боротьбою конфуціанців з євнухами. Втім Хуань-ді став на бік євнухів, наказавши покарати їх супротивників. Невдовзі Хуань-ді помер у 168 році.